# Grigorij Petrovič Volkonskij
Sua Altezza Serenissima Principe Grigorij Petrovič Volkonskij, in russo Григорий Петрович Волконский? (28 marzo 1808 – Nizza, 26 aprile 1882), è stato un diplomatico russo.

## Biografia
Era l'ultimogenito del principe Pëtr Michajlovič Volkonskij, e di sua moglie, la principessa Sof'ja Grigor'evna Volkonskaja, figlia di Grigorij Semënovič Volkonskij. 
Ricevette un'ottima istruzione a casa per poi studiare presso il liceo Richelieu a Odessa, ma dovette lasciarlo su richiesta del padre, che insoddisfatto dell'organizzazione del liceo, decise di mandare suo figlio a Parigi, dove terminò gli studi.

## Carriera
Di ritorno in patria, Volkonskij entrò al servizio del College of Foreign Affairs come stagista. Nel 1828 fu assegnato all'ambasciata russa a Napoli. Dal 1830 fu funzionario del dipartimento asiatico, dal 1831 al 1839 fu capo della commissione archeologica dell'Accademia delle arti di Roma. Dal 1835 fu ciambellano, dall'inizio degli anni quaranta dell'Ottocento Volkonskij fu nell'ambasciata russa presso la corte papale.
Dal 1847 fu funzionario del Ministero degli Affari Esteri, membro onorario dell'Università di San Pietroburgo, dal 1850 membro onorario dell'Accademia Russa delle Belle Arti. 
Appassionato musicista, Volkonskij era amico del tenore Rubini. Apparteneva alla cerchia dei fratelli Vielgorskij e Vladimir Fëdorovič Odoevskij, dove incontrò Puškin. 
Secondo le memorie del principe Sergej Michajlovič Volkonskij, Grigorij Petrovič Volkonskij, durante il suo soggiorno romano, ha patrocinato artisti russi. A Palazzo Salviati era l'unica casa privata in cui Papa Pio IX fece cantare i cantori della Cappella Sistina. 

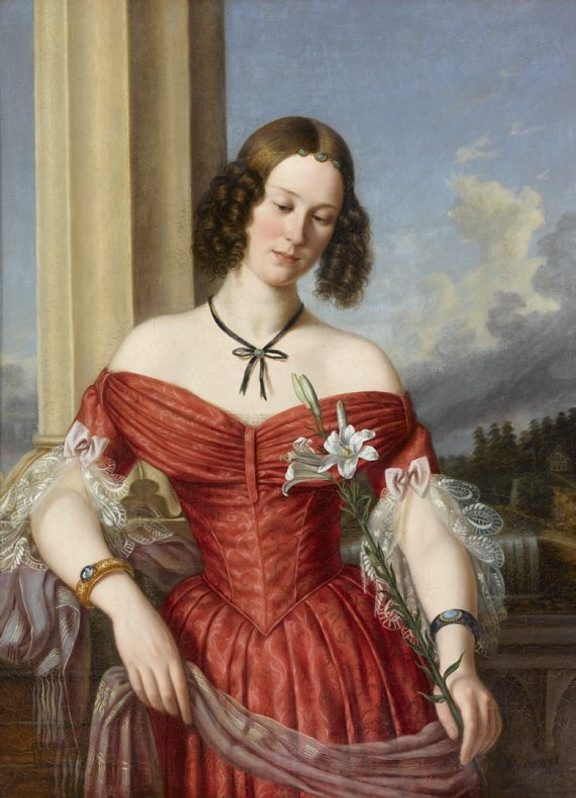
Marija Aleksandrovna Benkendorf

## Matrimoni

### Primo Matrimonio
Sposò, 12 gennaio 1838, la contessa Marija Aleksandrovna Benkendorf (23 maggio 1820-11 aprile 1880), figlia del conte Alexander von Benckendorff e figlioccia dell'imperatrice Maria Feodorovna. Ebbero due figli:
- Elizaveta Grigor'evna (1838-1897); sposò Michail Sergeevič Volkonskij, ebbero sei figli;
- Pëtr Grigor'evič (1843-1896), sposò Vera Aleksandrovna Lvova, ebbero due figli: Grigori (1870-1940) ed Aleksandr (1871-1945).

### Secondo Matrimonio
Sposò, nel 1881, la governante Lidia Waxell (1834-1897). Non ebbero figli.

## Morte
Morì nel 1882 a Nizza. Fu sepolto nella sua proprietà, nel villaggio Semënovka, accanto alla madre. Successivamente, le ceneri del principe Volkonskij furono seppellite tre volte. La sua seconda moglie lo seppellì nella chiesa cattedrale di Ackerman. Nel 1962, durante i lavori di ristrutturazione del pavimento della chiesa, la sepoltura fu sconsacrata e saccheggiata e le spoglie del principe e dei suoi parenti furono seppellite nel cimitero cittadino. All'inizio degli anni '90, le ceneri di Volkonskij furono seppellite presso il muro settentrionale della chiesa di San Giorgio.